# نشان خاندان سلطنتی چاکری
نشان خاندان سلطنتی چاکری (تایلندی: เครื่องขัตติยราชอิสริยาภรณ์อันมีเกียรติคุณรุ่งเรืองยิ่งมหาจักรีบรมราชวงศ์) یک نشان افتخار است که در تایلند در سال ۱۸۸۲ بنیان‌گذاری شد.